# Höhenkirchen-Siegertsbrunn
Höhenkirchen-Siegertsbrunn est une commune de Bavière (Allemagne), située dans l'arrondissement de Munich, dans le district de Haute-Bavière.

## Jumelages
- Chéroy (France) depuis 1967
- Montemarciano (Italie) depuis 2005